# Pulau Ujong
Pulau Ujong (em malaio significa 'ilha no fim' [da península malaia]') ou ilha de Singapura é a principal ilha do estado insular de Singapura. Forma a grande maioria do território de Singapura em área e população. Tem 5469700 habitantes e área de 710 km2, o que a torna a 21.ª mais povoada e a 31.ª mais densamente povoada ilha do mundo.
Pulau Ujong integra o Arquipélago Malaio e localiza-se junto à Malásia Peninsular.
De acordo com o livro do século III Registo de terras estrangeiras durante o período Wu Oriental(吴时外国传, Pu Luo Jong (Pulao Ujong) era habitada por canibais anões com cinco a seis polegadas de altura.